# Cedusa tincta
Cedusa tincta är en insektsart som beskrevs av Caldwell 1944. Cedusa tincta ingår i släktet Cedusa och familjen Derbidae. Inga underarter finns listade i Catalogue of Life.